# Oe-po (Berg)
Der Oe-po ist ein osttimoresischer Berg im Verwaltungsamt Bobonaro (Gemeinde Bobonaro), der dem Massiv des Tapos vorgelagert ist. Zwei weitere solche Vorgipfel befinden sich südlich von ihm: der Lakus (1765 m)  und der Lolo Latua (1624 m). 
Der Oe-po liegt in der Aldeia Oe-po (Suco Tapo), nahe der Grenze zum Suco Tapo/Memo. Er hat eine Höhe von 1765 m. Östlich liegt der Ort Oe-po.